# El otro, el mismo
El otro, el mismo es un libro de poemas del escritor argentino Jorge Luis Borges. Fue publicado en 1964 por Emecé.
Después de años escribiendo prosa de ficción, Borges publica este libro de poemas escritos en distintos momentos de su vida y en los que toca temas argentinos y de la historia literaria y filosófica europea.
Es posible que El otro, el mismo sea el mejor de los libros de poesía escritos por Borges y haya en él varios de sus mejores poemas: "Una rosa y Milton", "Poema conjetural", "Otro poema de los dones" (tres de los preferidos por el autor), y el intenso poema "Insomnio", escrito en 1935 y publicado en la revista Sur.